# Ґузд (Отвоцький повіт)
Ґузд (пол. Gózd) — село в Польщі, у гміні Колбель Отвоцького повіту Мазовецького воєводства.
Населення — 59 осіб (2011).
У 1975-1998 роках село належало до Седлецького воєводства.

## Демографія
Демографічна структура станом на 31 березня 2011 року:
|          | Загалом | Допрацездатний вік | Працездатний вік | Постпрацездатний вік |
| -------- | ------- | ------------------ | ---------------- | -------------------- |
| Чоловіки | 31      | 9                  | 20               | 2                    |
| Жінки    | 28      | 5                  | 15               | 8                    |
| Разом    | 59      | 14                 | 35               | 10                   |